# Kizil (köpinghuvudort i Kina, Xinjiang Uygur Zizhiqu, lat 41,08, long 80,52)
Kizil (kinesiska: 克孜勒, 克孜勒镇) är en köpinghuvudort i Kina. Den ligger i den autonoma regionen Xinjiang, i den nordvästra delen av landet, omkring 650 kilometer sydväst om regionhuvudstaden Ürümqi. Antalet invånare är 19 545. Befolkningen består av 9 586 kvinnor och 9 959 män. Barn under 15 år utgör 25,0 %, vuxna 15-64 år 68 %, och äldre över 65 år 5,0 %.
Runt Kizil är det glesbefolkat, med 17 invånare per kvadratkilometer. Trakten runt Kizil består till största delen av jordbruksmark.
Genomsnittlig årsnederbörd är 153 millimeter. Den regnigaste månaden är juni, med i genomsnitt 31 mm nederbörd, och den torraste är april, med 3 mm nederbörd.